# Onze-Lieve-Vrouwekerk (Århus)
De Onze-Lieve-Vrouwekerk (Deens: Vor Frue Kirke) is een van de grootste kerken in Aarhus, Denemarken. De kerk ligt in het centrum van de stad en bevindt zich dicht bij de domkerk van Aarhus.

## Geschiedenis
Oorspronkelijk stond de kerk bekend onder de naam Sint-Nicolaaskerk. Het kerkgebouw werd vervangen door een nieuwe kerk toen de Dominicanen er in 1240 een priorij vestigen. Van deze priorij vormde de huidige kerk de zuidelijke vleugel.
Na de reformatie werd de naam gewijzigd in de Kerk van Onze-Lieve-Vrouw. Koning Christiaan III bepaalde dat in de voormalige kloostergebouwen een hospitaal voor zieken en armen werd gevestigd. De kerk werd een parochiekerk. Aan de kerk werden privileges verbonden met als gevolg dat het kerkgebouw zich ontwikkelde tot een centrum van geestelijke activiteiten.
Tussen 1250 en 1500 werd de kerk aanmerkelijk vergroot door o.a. de toevoeging van een grote toren. In de jaren 1950 werd tijdens een renovatie onder het koor van de kerk een crypte ontdekt. Deze crypte werd rond 1060 gebouwd en is waarschijnlijk het oudste stenen kerkgebouw van Scandinavië.

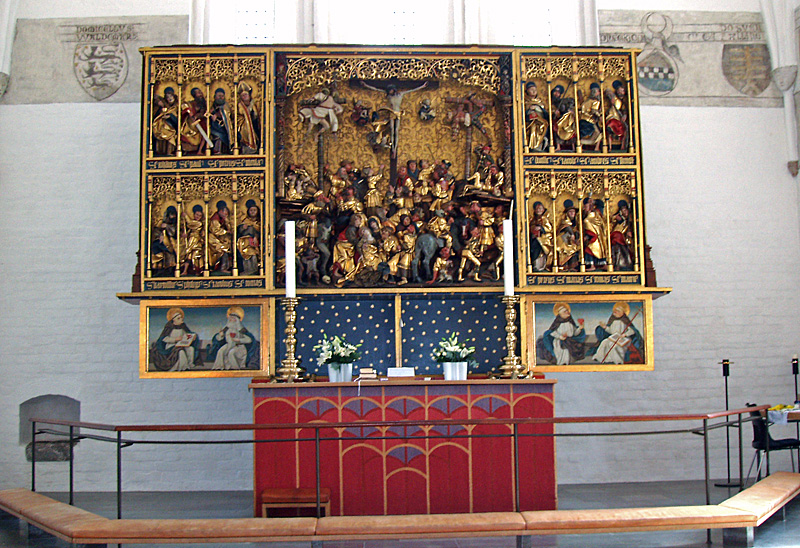
Altaar

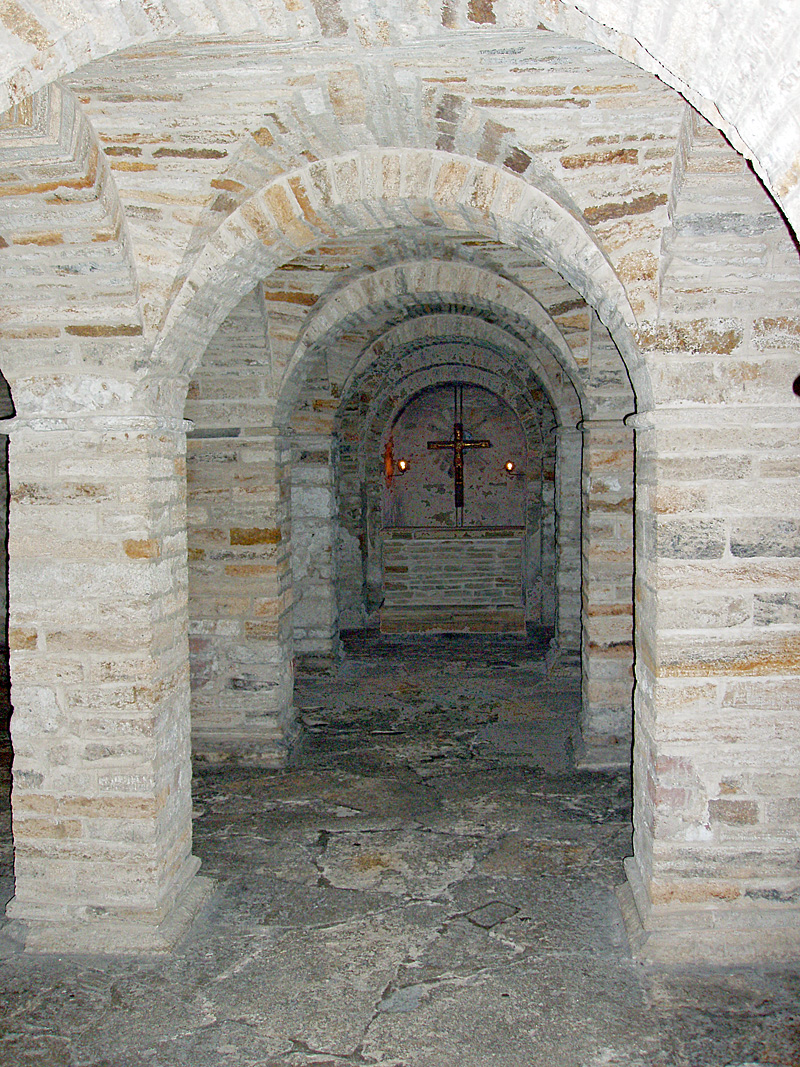
Crypte

## Interieur
Het altaar dateert uit 1530 en werd vermoedelijk vervaardigd in de werkplaats van Claus Berg. Het centrale deel toont een figurenrijke voorstelling van de Kruisiging. De zijvleugels worden gevuld met de beelden van de twaalf apostelen en vier kerkhistorische figuren. In gesloten stand worden panelen met Bijbelse thema's getoond.
De preekstoel is uit 1598. De zes velden van de kuip worden versierd met de vier evangelisten en de scènes van de Kruisiging en de Opstanding.
Het gietijzeren doopvont stamt uit het begin van de zestiende eeuw.
De muurschilderingen in de kerk betreffen de wapens van adellijke families, die giften aan de kerk en het klooster hebben gegeven. Er is ook het wapen met de drie leeuwen van koning Waldemar IV.
Het orgel bezit 50 registers en werd in 1991 herbouwd door de Deense orgelbouwer Marcussen & Søn.

## Crypte
De crypte onder het koor ontstond vermoedelijk kort na 1060, toen de houten domkerk tijdens een aanval van de Noorse koning Harald III werd platgebrand. Op een onbekend moment werd de toegang van de crypte, waarover inmiddels een kerkschip en koor was gebouwd, gesloten. De oude kerkzaal onder de kerk raakte vervolgens in de vergetelheid en werd pas in 1955 herontdekt. Twee jaar later werd de gewelfde ruimte weer ingewijd en sindsdien worden er regelmatig bijzondere kerkdiensten gevierd. Het romaanse kruisbeeld boven het altaar is een kopie van het kruisbeeld uit de kerk Gammel Åby, het origineel bevindt zich in het Nationaal Museum te Kopenhagen.

## Kloosterkerk
De reguliere kerkdiensten worden gevierd in de Kloosterkerk (Klosterkirken), die zich achter de oorspronkelijke kloosteringang bevindt. De kapittelzaal werd in 1888 voor het eerst tot kerk voor de bewoners van het klooster bestemd, toen het klooster nog een hospitaal en onderkomen voor ouderen was. De gewelven worden gedragen door enkele slanke zuilen met fraaie kapitelen. De fresco's in de kloosterkerk zijn van 1517 en werden in 1927 blootgelegd en in 1954 gerestaureerd.